# بیلی فلوز
بیلی فلوز (انگلیسی: Billy Fellowes؛ ۱۵ مارس ۱۹۱۰ – ۱۹۸۷ (۷۶−۷۷ سال)) بازیکن فوتبال اهل بریتانیا بود.
از باشگاه‌هایی که در آن بازی کرده‌است می‌توان به باشگاه فوتبال تاویستوک، باشگاه فوتبال لوتون تاون، باشگاه فوتبال اکستر سیتی، باشگاه فوتبال پلیموث آرگیل، و باشگاه فوتبال لیتون اورینت اشاره کرد.